# Esmeralda (nau)
A Esmeralda foi uma nau portuguesa, que pertencia à Carreira da Índia e estava incluída na 2ª armada de Vasco da Gama. Comandada por Vicente Sodré, terá naufragado em maio de 1503, matando todos os tripulantes a bordo ao largo da ilhas de Curia Muria. Com ela, a São Pedro, comandada pelo irmão de Vicente, Brás de Sodré, tios maternos de Vasco da Gama. O navio foi descoberto em 2016.   
Depois da sua descoberta foram recuperadas várias preciosidades arqueológicas do navio, incluindo sinos, canhões e discos de cobre com a marca da família real portuguesa. Foi nos destroços do Esmeralda que foi encontrado, em 2013, o segundo exemplar conhecido da moeda de prata criada por D. Manuel especificamente para o comércio com a Índia.
O astrolábio, datado de 1498, e criado em Portugal é considerado o mais antigo astrolábio do mundo recuperado. Mede 175 milímetros, pesa 344 gramas. Para além de antigo, o astrolábio é muito raro: existem apenas 104 exemplares criados no mesmo estilo, o Sodré.

## História
Em 1501, a 2ª Armada da Índia, comandada por Pedro Álvares Cabral finalmente regressou da Índia, e começaram imediatamente os preparativos para a montagem de uma nova armada da Índia, a ser enviada em 1502, novamente sob o comando de Cabral. Vicente Sodré foi nomeado pelo Rei D. Manuel I de Portugal como o primeiro Capitão-mor do Mar da Índia, ou seja, comandante da primeira patrulha naval portuguesa no Oceano Índico. 
Vicente Sodré recebeu um regimento real , instruindo-o a patrulhar e atacar os navios árabes na foz do Mar Vermelho .
A patrulha de Vicente Sodré foi designada para ir para a Índia como um esquadrão distinto da 4ª Armada de 1502, e permanecer para trás em patrulha. 
No entanto, Sodré insistiu que o seu regimento fosse independente - isto é, que o almirante da 4ª armada, Pedro Álvares Cabral , não tivesse qualquer autoridade sobre a sua esquadra durante a viagem. O rei D. Manuel I de Portugal , que tinha grandes dúvidas sobre a competência de Cabral, concordou. Cabral achou essa condição humilhante e resignou de almirante-mor da Armada da Índia. Vicente Sodré ajudou  então a garantir a nomeação de seu sobrinho, Vasco da Gama,para substituir Cabral como almirante da 4ª Armada.
No novo regimento, Vasco da Gama permaneceria no comando do esquadrão de Sodré apenas até a Índia, após o qual a nova armada da Índia comandada por Sodré teria a sua autonomia total.
No dia 10 de Fevereiro de 1502, partia de Lisboa a 4ª Armada da Índia, 2º Armada comandada por Vasco da Gama. a nau Esmeralda era a nau-capitânia da esquadra de Vicente Sodré, almirante da Esquadra da Índia.
Com ele, iam mais 14 naus e posteriormente, haveriam de se juntar à armada cinco caravelas que saíriam de Lisboa a 1 de Abril do mesmo ano. 
Nesta armada, iam os tios maternos de Vasco da Gama. Vicente Sodré, capitão da nau Esmeralda e Brás Sodré, capitão da nau São Pedro. Depois da armada chegar à Índia, a missão dos irmãos Sodré era de destabilizar o comércio árabe na região e destruir a concorrência a um domínio português no Índico. Fariam isso afundando, apresando e/ou queimando as frotas locais que não se submetessem a estes.
A patrulha naval foi ordenada por Vasco da Gama para permanecer perto da costa indiana e proteger as fábricas portuguesas em Cochim e Cananor .
Depois de fazer escalas na Ilha de Moçambique e em Quiloa , a armada chegou à Índia em setembro de 1502, envolvendo-se em várias ações ao longo da costa indiana no final desse ano.
Em março de 1503, assim que a 3ª Armada de Vasco da Gama deixa a Índia, Vicente Sodré invocou sua hierarquia como almirante da frota e liderou a parulha através do oceano, para o Golfo de Adem , para atacar os navios mercantes árabes, também conhecidos por zambucos, que entravam e saíam do Mar Vermelho. Eles fazem isso com sucesso e capturam 6 navios mercantes.  Como esperado, em março de 1503, o Zamorin de Calicut chegou antes de Cochin com um exército de 50.000, e tomou e incendiou a cidade. Os feitores portugueses, junto com o governante de Cochim, conseguiram escapar para a ilha vizinha de Vypin . Eles continuaram resistindo até agosto, quando a próxima armada chegou.

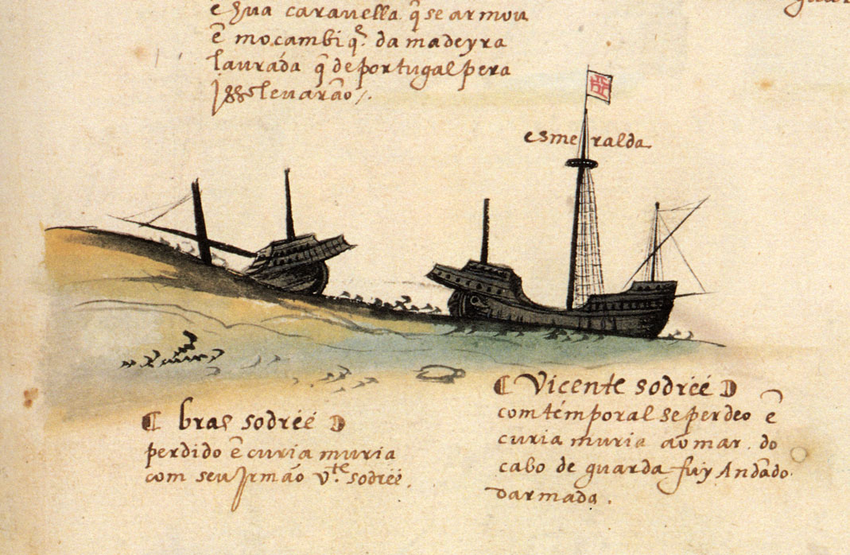
Naufrágio da nau Esmeralda e a nau São Pedro, de Vicente Sodré e Brás Sodré respetivamente. (in Livro das Armadas, 1568)

Durante o cerco de Cochin, a patrulha de Vicente Sodré não acudiu. Ele foi primeiro para o norte, para Gujarat , onde capturou um grande navio mercante ao largo de Chaul . A patrulha então navegou para o oeste no Golfo de Aden , na foz do Mar Vermelho , para pegar mais prêmios.
Apesar do sucesso inicial, os capitães das restantes naus eram contra a ideia de deixar a costa indiana, e as futuras feitorias portuguesas de Cochim e Cananor desprotegidas.  
Depois da demonstração de falta de experiência de Vicente Sodré para comandar uma patrulha, e depois dos irmãos Sodré terem começado a reclamar grande parte das pilhagens dos navios mercantes para si mesmos, os capitães das restantes naus quase se amotinaram contra o seu comando. A 30 de abril de 1503, a frota, enquanto ancorada nas ilhas de Cúria Muria, foi avisada pelos moradores sobre um tufão e que era melhor moverem seus navios para uma parte protegida da ilha. Todos os outros navios, excepto as comandadas pelos irmãos Sodré, a Esmeralda e a São Pedro, foram ancorar do lado sul da ilha. Durante a tempestade, a Esmeralda perdeu a âncora e foi impelida contra as rochas no fundo do leito da costa. Depois de danos graves no seu casco, e na entrada rapidíssima de água, a nau Esmeralda naufragou em meros instantes, levando por isso a vida a todos os tripulantes a bordo, incluindo a do seu capitão Vicente Sodré. Seu irmão, Brás Sodré, acabou por morrer depois em circunstâncias desconhecidas.
Pêro de Ataíde, o capitão-chefe recém-nomeado pela morte do almirante e sota-almirante, conseguiu retornar à Índia com 150 sobreviventes, e escrever uma carta para Portugal a noticiar a morte dos irmãos Sodré e da perda da nau Esmeralda e São Pedro.

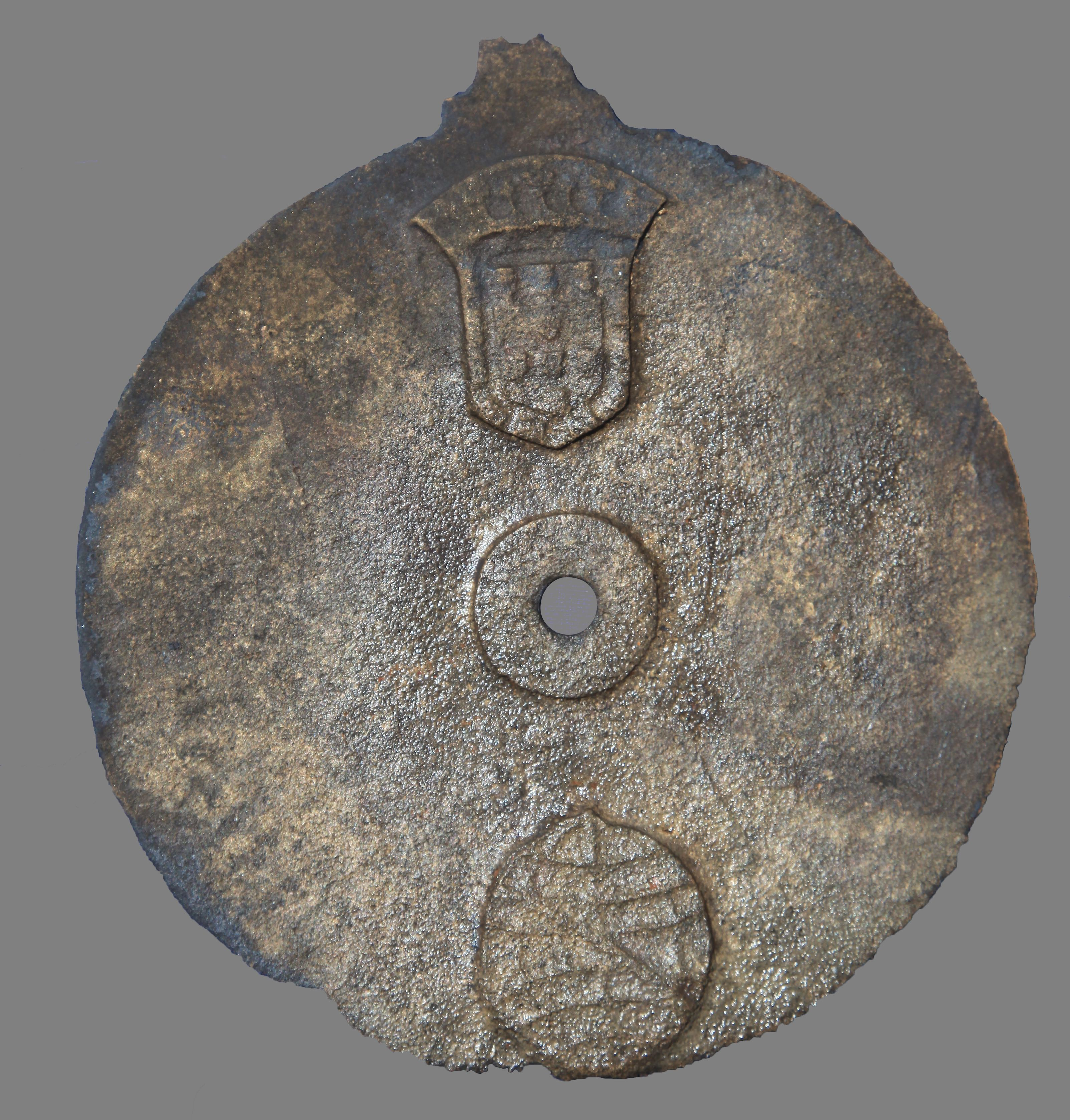
Astrolábio recuperado dos destroços da "Esmeralda"; Museu Nacional de Oman

Os destroços, porém, só seriam reecontrados em 1998.
A nau Esmeralda foi localizada em 1998 e foram estudados os seus destroços exaustivamente desde 2013 a 2018.  Nos destroços foram encontrados, entre outros, o cano de um arcabus, antecargas de canhão e columbrinas, um astrolábio datado de 1498 e  é considerado o mais antigo astrolábio do mundo recuperado. Mede 175 milímetros, pesa 344 gramas.
No entanto, o maior achado terá sido a recuperação do segundo exemplar conhecido da moeda "índio" moeda portuguesa cunhada em 1499, no reinado de D. Manuel I, especificamente para o comércio na Índia.